# 羅生門綱五郎
羅生門 綱五郎（らしょうもん つなごろう、1920年3月5日 - 没年不明）は、台湾出身で花籠部屋所属の元大相撲力士、日本プロレス所属の元プロレスラー、元俳優。本名は、卓 詒約（たく いやく、zh:臺灣閩南語羅馬字拼音方案臺羅字:   Toh ûi-iok、注音: ㄓㄨㄛㄧˊㄩㄝ、拼音: zhuōyíyuē）。身長203cm、体重125kg。

## 来歴
1940年（昭和15年）に花籠部屋に入門し、1940年5月場所で初土俵を踏む。四股名は大日本帝国最高峰だった台湾の新高山（現：玉山）に由来して新高山 一郎（にいたかやま いちろう）。その後、四股名を泉錦（いずみにしき）に改名し、1946年（昭和21年）11月場所限りで廃業。最高位は幕下15枚目。その後は日本プロレス入りし、巨人レスラーとして知られ活躍していた。
日本映画の出演もいくつかあり、2メートルを超える巨体は作中でも不気味で異様な存在感を放っていた。中でも黒澤明監督の映画『用心棒』における悪役「丑寅」の子分の一人「閂（かんぬき）」役として有名であり、三船敏郎演じる桑畑三十郎を投げ飛ばしている。映画『ヒマラヤ無宿 心臓破りの野郎ども』では殺人現場を目撃した為に「命を狙われる雪男」役として出演。『用心棒』などでは台詞も多い。
天保年間に同名のしこ名を持つ力士がいたようである。鳥取県鳥取市湖山町の力士塚に名の刻まれた墓が存在している。

## ジャイアント馬場との取り違え
日本統治時代の台湾に育ったこともあり、日本人と見間違えるほど完璧な日本語を喋っていた。長身で痩身なこともあり目が細く、頬骨が出っ張っているなどの顔の酷似から、映画で出演している羅生門を観客がジャイアント馬場と間違えてしまうことがあった。また実際にマスコミで馬場と間違えられて紹介されたこともある。なお馬場はCM出演を除けば、映像作品に俳優としての出演は僅かである。

## 出演作
- ジャズ・オン・パレード1956年 裏町のお転婆娘（1956年、日活）
- 新諸国物語 七つの誓い 奴隷船の巻 （1957年、東映）
- 伝七捕物帖 美女蝙蝠（1957年、松竹）
- 底抜け慰問屋行ったり来たり（原題：The Geisha Boy、1958年、パラマウント映画）
  - ジェリー・ルイス主演のアメリカ映画。日本人野球チームのバッター役。米国チームを応援するジェリー・ルイスに「バカヤロー」と毒づく。
- 無法街の野郎ども（1959年、東映）
- 水戸黄門 天下の副将軍（1959年、東映） - 月形龍之介、初代中村錦之助。
- 太陽の墓場（1960年、松竹） - 大島渚監督・脚本
- 新・二等兵物語 めでたく凱旋の巻（1961年、松竹）
- 用心棒（1961年、東宝） - 黒澤明監督。三船敏郎主演、仲代達矢。
  - 自身のリングネームであるが、同じ黒澤作品の『羅生門』には出演していない。
- ヒマラヤ無宿 心臓破りの野郎ども（1961年、ニュー東映） - 片岡千恵蔵の『無宿』シリーズ第2弾。佐久間良子、2代目水谷八重子。
- コレラの城（1964年、松竹） - 丹波哲郎プロデュース・監督。

## テレビドラマ
- 鉄腕アトム（実写版・1959年〜1960年、松崎プロダクション、毎日放送 / フジテレビ） - フランケン役

## 凸凹コンビとして
プロレスでは、藤田山忠義とのコンビで知られた。藤田山とは、大相撲（片男波部屋から花籠部屋に移籍して同門に）からプロレスという経歴、及び俳優として黒澤映画に出た経験があるなどの共通点があるが、身長が大きく異なり藤田山は身長169cmで、プロレスの世界では最も小柄だった。当時分かり易い凸凹コンビでもあった為人気を集めていた2人であり、異彩を放っていた。

## 得意技
- 股裂き
- 逆エビ固め